# Muncitorul Cernăuți
Fotbal Club Muncitorul Cernăuți a fost un club de fotbal din Cernăuți (Ucraina). 

## Istoric
Clubul de fotbal Muncitorul Cernăuți a fost fondat în prima jumătate a secolului al XX-lea, la Cernăuți. Echipa a jucat în campionatul local al Bucovinei, devenind campioană regională în 1936. 
A jucat în ligile naționale a României de două ori: în sezonul 1937-38 - a câștigat Seria II a Ligii de Vest din „Divizia C”, dar a ratat promovarea in B pierzând barajul contra echipei Traian Tighina. Din păcate Divizia C a fost desființată în sezonul următor, echipele jucând în campionatele districtuale. Muncitorul câștiga campionatul Bucovinei și promovează în Divizia B. În sezonul 1939/40 al „Diviziei B” a terminat pe locul 8. În 1940, odată cu invazia trupelor sovietice în Bucovina, clubul a fost desființat.

## Hochei
În anii 1930, a fost fondată și o echipă de hochei, care a jucat în campionatul local.

## Palmares
Divizia B Seria IV
- Locul 8 (1): 1939-1940

 Divizia C Liga de Est Seria II
 Campioni (1) : 1937–38
 Campionatul Regional de Fotbal al României - Seria Cernăuți 
 Campioni (2) : 1935-36, 1938-39